# 콩피에뉴 숲

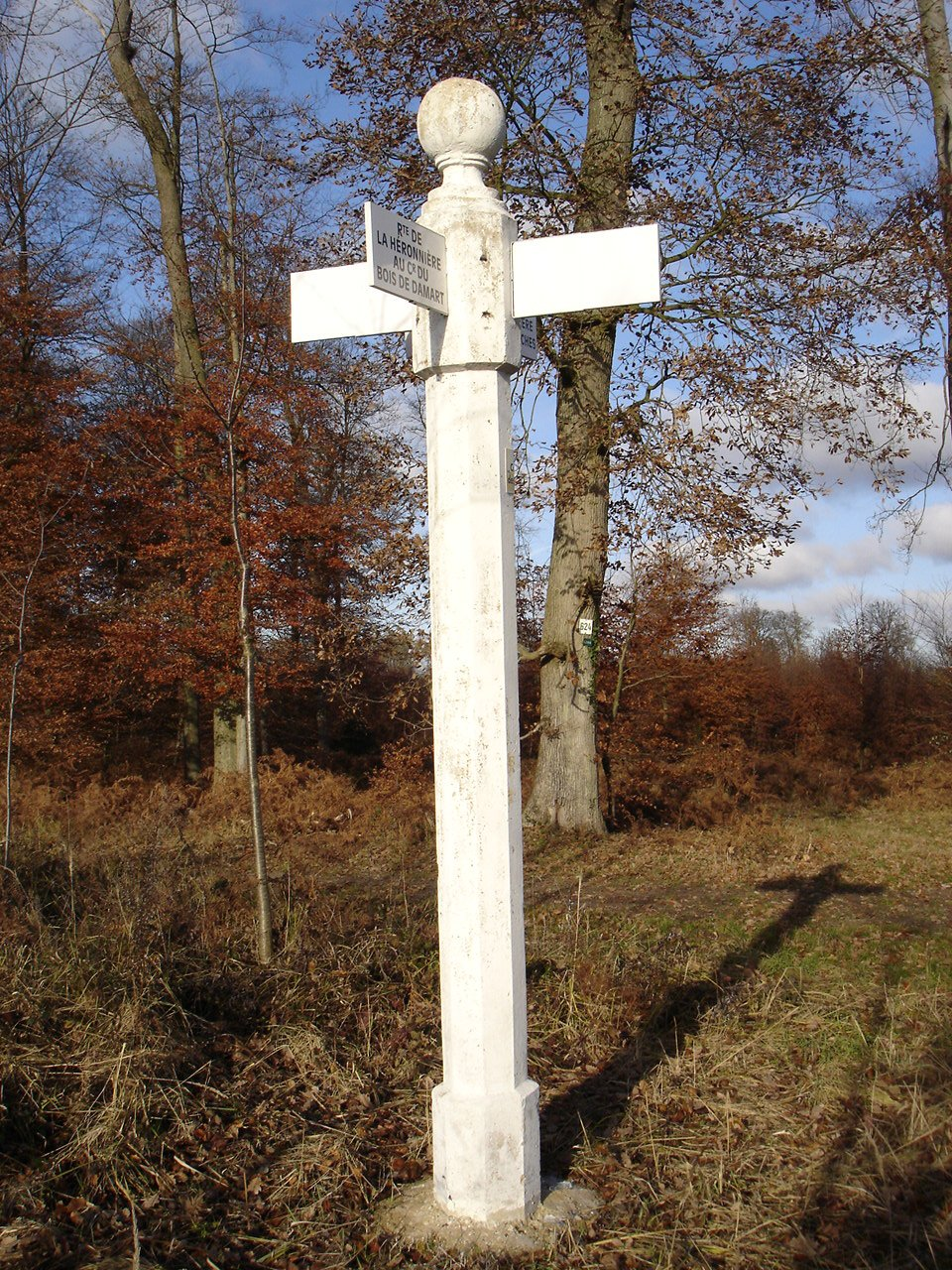
콩피에뉴 숲에 있는 팻말

콩피에뉴 숲(프랑스어: Forêt de Compiègne)은 프랑스 피카르디 우아즈주 콩피에뉴 근처에 있는 숲이다. 연합국과 독일 제국 사이의 제1차 세계 대전 휴전 협정 (콩피에뉴 휴전 협정 (1918년)), 나치 독일과 프랑스 사이의 제2차 세계 대전 중인 1940년 6월 22일 휴전 협정 (콩피에뉴 휴전 협정 (1940년))이 여기서 체결되었다.
콩피에뉴 숲은 아름다운 자연 명소로 유명하며, 참나무와 너도밤나무가 있는 것으로 잘 알려져 있다.